# 案内員
案内員（あんないいん）とは、北朝鮮において、入国した外国人に随伴し、滞在中の雑事の相談に応ずる任務を持つ者を指す。主な任務は観光案内や通訳などで、不慣れな外国人が道に迷わないように観光に適する場所へ案内したり、写真撮影に適した風光明媚な場所を教えたりする。実際は、外国人の行動を監視し、写真撮影や市民への話し掛けを規制することにあるとされる。案内員の背後には、その案内員を監視する上級の案内員がいるとされる。